# 서울 화양동 느티나무
화양동 느티나무(華陽洞 느티나무)는 서울특별시 광진구 화양동에 있는 느티나무이다. 1973년 1월 26일 서울특별시의 기념물 제2호로 지정되었다.

## 개요
반경 6m, 높이 2m의 원형 대지 위에 서 있으며 가장자리에는 화강석이 3켜 정도 쌓여 있다. 느티나무를 중심으로 반경 4m 정도 떨어져 스텐레스 철책이 1m 높이로 둘러 처져 있다. 나무높이는 28m이며 가슴높이 직경이 7.5m, 수관폭 18m에 이르는 거대한 나무로서 수령이 700여 년이나 된다. 원줄기는 2.3m 높이에서 네 갈래로 갈라졌는데 북서쪽 줄기는 5m 높이에서 일부가 썩어 잘렸고 나머지 부분이 곧게 뻗었고, 북동쪽 줄기는 건강하게 뻗었다. 남동쪽 줄기는 3.5m 높이에서 두 갈래로 갈라졌다.
남서쪽 줄기는 2∼2.7m 높이에서 절단되었으며 절단 부위 아래에서 가지가 뻗어 자라고 있다. 남서쪽 줄기에 해당하는 뿌리의 지표 노출부가 썩어 외과 치료를 받았고 원줄기 서쪽 부분이 직경 15cm 정도로 구멍이 나 치료를 받았으며 8m 높이에서 북서쪽 줄기와 남서쪽 줄기를 철제 막대로 연결하여 고정시켜 놓았다. 나무 바로 옆 북서쪽에 길이 110cm, 폭 48cm, 높이 40cm의 상석이 놓여 있으며 마모가 심한 상태이다.
이 나무가 있는 자리 옆에는 조선시대 세종 14년에 조정에서 세웠던 화양정이라는 정자가 있었고 그 아래는 말을 키우던 목장이 있었다. 그리하여 이곳에서 아래를 내려다보면 말들이 자유롭게 뛰노는 장면을 볼 수 있었다.
또한 1455년에 세조에게 쫓겨난 단종 임금이 영월 땅으로 귀양갈 때 하루 밤을 울며 지새웠다는 애사가 담긴 곳이 바로 화양정이다.한편 고종 19년 임오군란 통에 장호원에 피신했다가 돌아온 명성황후도 피난길에 이곳 화양정에서 쉬어 갔다고 전해진다.

## 같이 보기
- 화양정

## 참고 자료
- 서울 화양동 느티나무 - 국가유산청 국가유산포털

 본 문서에는 서울특별시에서 지식공유 프로젝트를 통해 퍼블릭 도메인으로 공개한 저작물을 기초로 작성된 내용이 포함되어 있습니다.